# サミュエル・ウォードウェル
サミュエル・ウォードウェル（Samuel Wardwell、1643年5月16日 - 1692年9月22日）は1692年のセイラム魔女裁判で魔法使いとして告訴された1人。アンドーヴァー在住で、1692年9月22日にアリス・パーカーらと共に絞首刑にされた。
マサチューセッツ州ボストンで、トーマス・ウォードウェルとエリザベス・フーパーの息子として1643年5月16日に生まれた。父トーマスはジョン・ホイールライトとアン・ハッチンソンの弟子であった。告白を強制させられ、処刑された。
彼の家族も苦しみ、サミュエルの妻サラと娘マーシー・ウォードウェルも告発されたが、処刑はされなかった。当局は彼の残した財産を押収した。当時は幼かったサミュエルの息子は、後にこの事件について訴え、補償を勝ち取った。

## 関連文献
- Upham, Charles (1980). Salem Witchcraft. New York: Frederick Ungar Publishing Co., 2 vv., v. 2 pp. 324, 384, 480.